# Cercopis sanguinolenta
Espèce
Cercopis sanguinolenta est une espèce d'insectes hémiptères de la famille des Cercopidae.

## Répartition géographique
Son aire de répartition s’étend principalement au Sud de l’Europe jusqu’au Caucase et au Moyen-Orient.
En France, sa répartition est homogène, néanmoins les études sur cette espèce étant réduites, les données sur sa répartition ne sont pas exhaustives et représentatives,.
Statut de protection : espèce non réglementée (INPN).

## Description
Taille : 6-11 millimètres, dimorphisme sexuel le mâle est plus grand que la femelle
De couleur noir brillant avec trois paires de marques rouge vif sur les élytres : deux taches proximales éloignée, une tache au milieu et une bande à l'apex légèrement sinueuses. L’ensemble de ses tâches forme un moyen visuel de défense et de signal d’alarme appelé aposématisme. Le corps est allongé et ovale. La tête est beaucoup plus étroite que le pronotum. Elle est composée de deux ocelles, de deux yeux, de deux antennes et d’un clypéus bombé et strié. Les trois paires de pattes et le bord des élytres sont noirs.
Cercopis sanguinolenta est doté d’ailes mais se déplace généralement en sautant grâce à ses pattes postérieures saltatoire composées d’un fémur, de deux épines extérieur d’une couronne apicale denticulée, de tarse à trois articles et de deux griffes. Il possède une paire d’ailes postérieures pour voler, appelée élytre et une paire d'ailes antérieures sclérifiées en partie cornée pour se protéger, appelée hémiélytre,.

## Alimentation
Grâce à ses pièces buccales de type suceur-piqueur, Cercopis sanguinolenta prélève avec le rostre la sève des racines de plantes herbacées et des arbustes, principalement dans les prairies et les lisières des bois.

## Reproduction

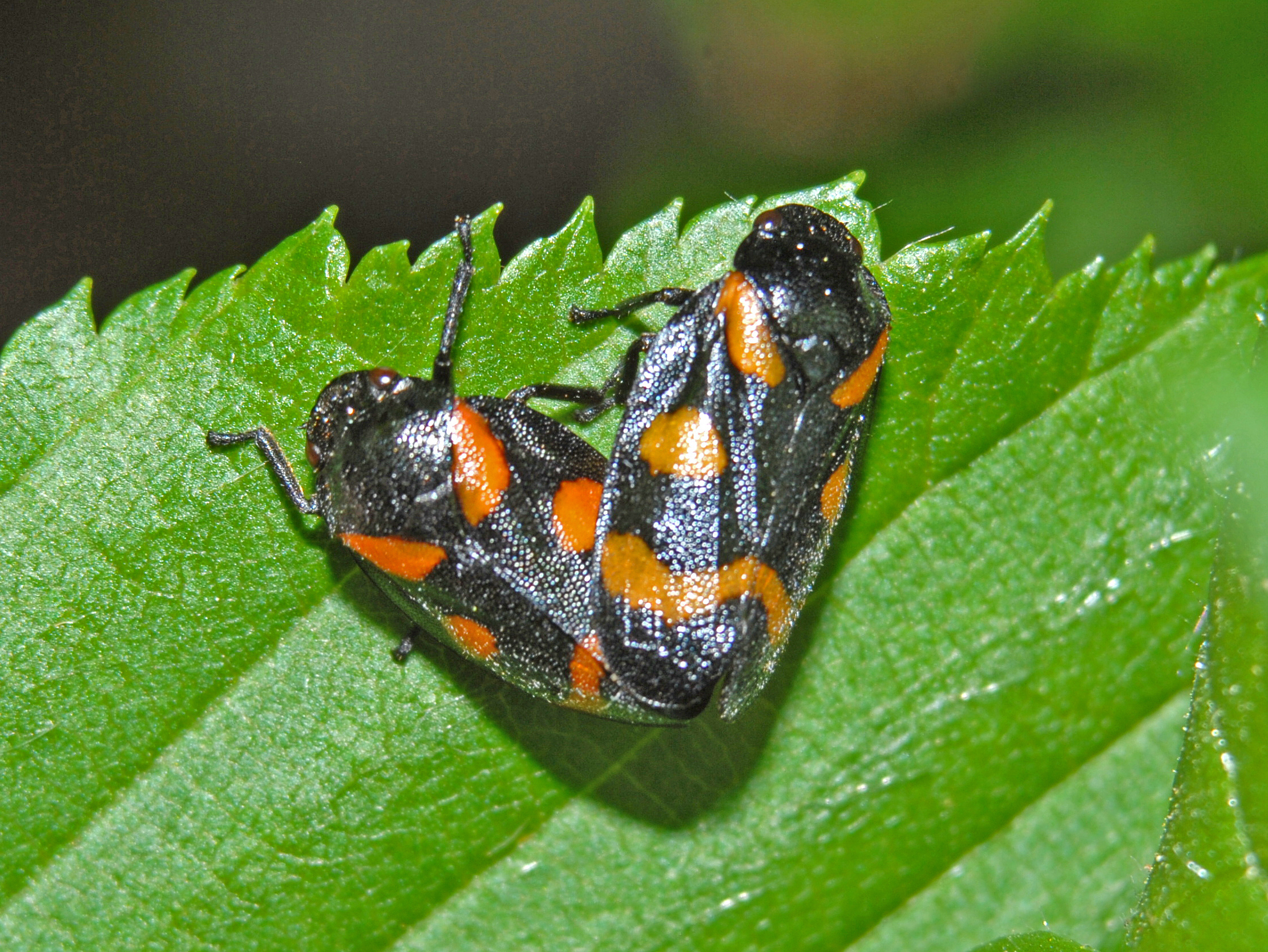
Deux Cercopis sanguinolenta accouplés.

Lorsqu'ils s'accouplent, le mâle et la femelle restent côte à côte avec un angle inférieur à 45 °. C’est un insecte hétérométabole.

## À l’état de larve

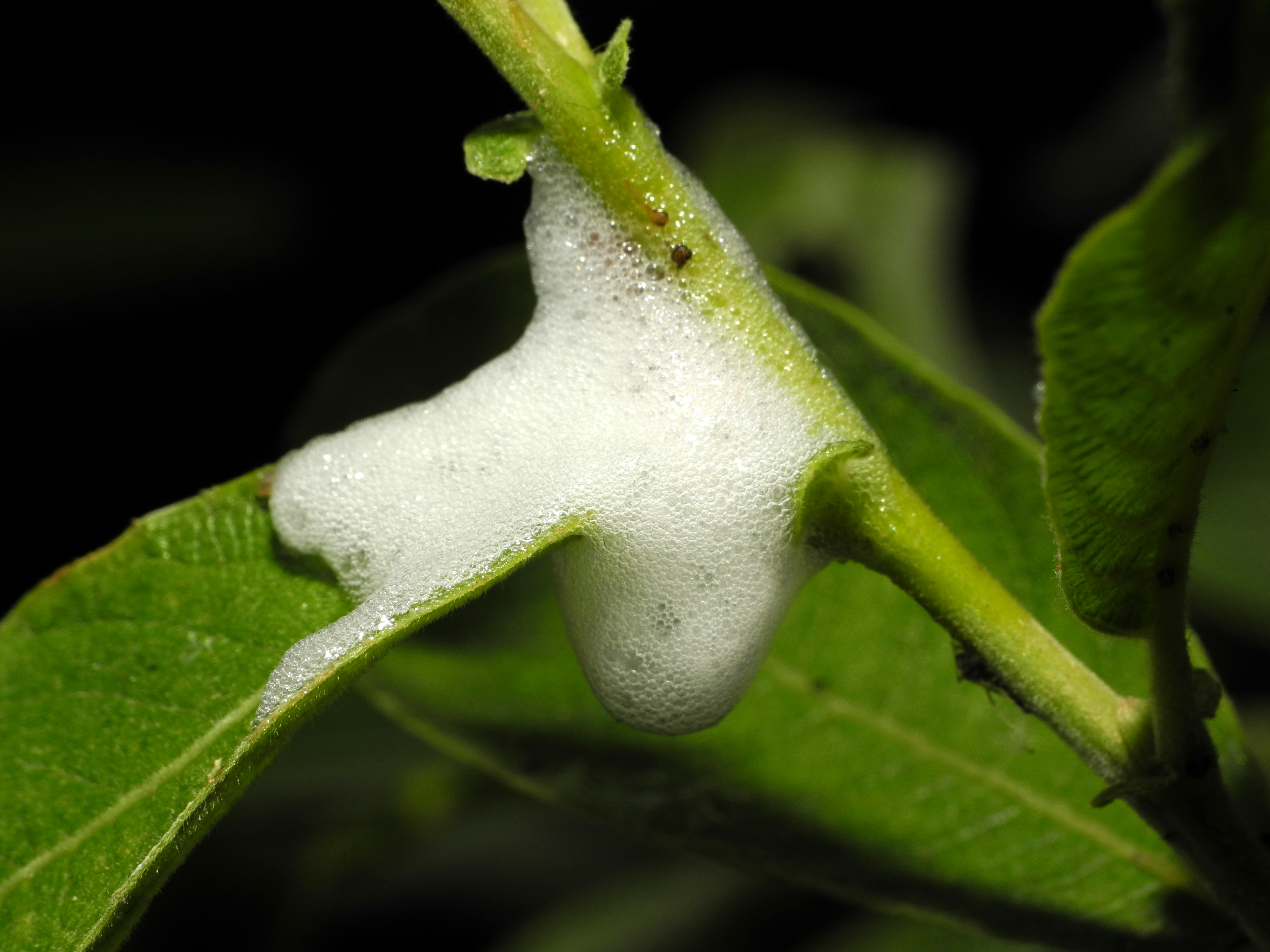
Exemple d'amas spumeux

Après s’être libérée de l'exuvie nymphale, les taches apparaissent rosâtres et/ou blanchâtres. En perforant la plante, la larve aspire la sève pour en extraire les éléments nutritifs. Une fois filtrée par des glandes salivaires et excrétée par l’anus, la larve forme un enrobage d’exsudat mousseux que l’on appelle un amas spumeux. La larve produit l’amas spumeux au printemps, il agit comme un répulsif pour se protéger des prédateurs, des parasites et assurer l’isolation thermique par le contrôle de la température et l’humidité, des moisissures de l’air du cocon.

## Confusion possible

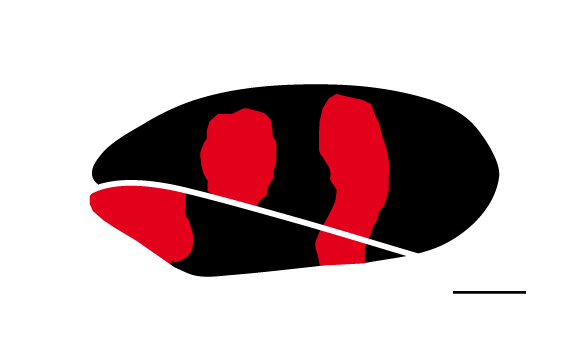
Formes des taches rouges sur les élytres

Cercopis sanguinolenta peut être confondu avec Cercopis vulnerata mais ses taches rouges sont plus petites et la bande arrière est légèrement incurvée contrairement au Cercopis vulnerata qui est en forme de “U”.